# Générateur Stirling à radioisotope

Principe d'un moteur Stirling de type β (linéaire).

Un générateur Stirling à radio-isotope (SRG en anglais, pour Stirling Radioisotope Generator) est un type de générateur électrique destiné notamment aux applications astronautiques fonctionnant avec un alternateur actionné par un moteur Stirling à hélium alimenté par des éléments chauffants à radio-isotope (RHU en anglais).
Le principe de base est similaire à celui du générateur thermoélectrique à radio-isotope, mais la conversion de l'énergie thermique en électrique ne se fait pas par des couples thermoélectriques, mais par un cycle de Stirling, qui va d'abord transformer l'énergie thermique en énergie mécanique, puis faire tourner un alternateur produisant de l'électricité.

## Applications

### Générateur Stirling à radio-isotope avancé
La NASA a étudié un modèle utilisant comme source de chaleur un module de source de chaleur universelle (GPHS en anglais)  fournissant une température de 650 °Ccôté chaud et 80 °C côté froid. Ceci permet à chaque convertisseur Stirling de développer une puissance de 55 W électriques en courant continu après redressement, et de 60 à 62 W en courant alternatif, générés depuis 250 W thermiques.
Le fonctionnement des sondes spatiales requérant des puissances de l'ordre de la centaine de watts, ce sont deux convertisseurs Stirling qui sont montés sur deux unités modulaires de source de chaleur universelle (GPHS), contenant en tout 1,2 kg de dioxyde de plutonium enrichi en plutonium 238. L'efficacité énergétique des SRG est en théorie quatre fois supérieure à celle des actuels  générateurs thermoélectriques à radioisotope multi-mission (MMRTG). Les développements ont été abandonnés faute de budget en 2004.

### Réacteur Kilopower
Le réacteur Kilopower utilise de l'uranium enrichi pour chauffer du sodium liquide qui actionne plusieurs moteurs Stirling pour générer de l'électricité.